# Irene (ime)
Irene je žensko osebno ime.

## Izvor imena
Ime Irene je različica ženskega osebnega imena Irena.

## Pogostost imena
Po podatkih Statističnega urada Republike Slovenije je bilo na dan 31. decembra 2007 v Sloveniji število ženskih oseb z imenom Irene: 32.

## Osebni praznik
V koledarju je ime Irene skupaj z imenom Irena.